# Юйчжоу (Хэнань)
Юйчжо́у (кит. упр. 禹州, пиньинь Yǔzhōu) — городской уезд городского округа Сюйчан провинции Хэнань (КНР). Название означает «область Юй»; городской уезд назван в честь средневековой административной единицы, чьи органы власти размещались в этих местах.

## История
После того, как Юй Великий усмирил потоп, ему были пожалованы земли в этих местах. Его сын Ци построил здесь первую столицу династии Ся. В эпоху Чжоу здесь разместилась одна из столиц царства Чжэн (郑国).
В 636 году до н. э. чжоуский ван разбил северных ди и переселил их сюда. Так как эти места находились с янской стороны от горы Суншань, то они получили название Янди (阳翟). В 408 году до н. э. в Янди была перенесена столица царства Хань (韩国).
При империи Цинь в 230 году до н. э. был создан округ Инчуань (颍川郡), власти которого разместились в уезде Янди (阳翟县). В 208 году до н. э. повстанцами было создано княжество Хань, чья столица разместилась в Янди. В 201 году до н. э. был вновь создан округ Инчуань, власти которого вновь разместились в Янди. Во времена диктатуры Ван Мана округ Инчуань был переименован в Цзодуй (左队郡), но при империи Восточная Хань округу было возвращено прежнее название.
В эпоху Троецарствия эти места оказались в составе царства Вэй, и уезд Янди вошёл в состав округа Хэнань (河南郡). При империи Восточная Цзинь уезд Янди был преобразован в округ Янди (阳翟郡). При империи Северная Вэй в 526 году из округа Янди был выделен округ Янчэн (阳城郡). При империи Восточная Вэй в 539 году из уезда Янди был выделен уезд Хуантай (黄台县).
При империи Суй в 583 году округ Янди был расформирован, и уезд Янди перешёл в подчинение округу Сянчэн (襄城郡). В 605 году уезд Хуантай был вновь присоединён к уезду Янди.
При империи Тан в 620 году из частей уездов Янчэн, Сунъян и Янди был создан уезд Канчэн (康城县). В 629 году уезд Канчэн был присоединён к уезду Янди.
При чжурчжэньской империи Цзинь уезд Янди оказался в составе области Инчуань (颍顺州), которая в 1184 году была переименована в Цзюньчжоу (钧州). При империи Мин в 1369 году уезд Янди был расформирован, а его земли перешли под непосредственное управление властей области Цзюньчжоу. В 1575 году, из-за практики табу на имена, чтобы избежать употребления иероглифа «цзюнь», входившего в личное имя императора Чжу Ицзюня, область Цзюньчжоу была переименована в Юйчжоу (禹州). При империи Цин область Юйчжоу в 1724 году стала «непосредственно управляемой» (то есть подчинялась напрямую властям провинции, минуя промежуточное звено в виде управы). В 1734 году область Юйчжоу стала безуездной, а в 1741 году была подчинена Кайфэнской управе (开封府). После Синьхайской революции в Китае была проведена реформа структуры административного деления, и области с управами были упразднены; в 1913 году на территории, ранее напрямую управлявшейся властями области Юйчжоу, был создан уезд Юйсянь (禹县).
В 1949 году был создан Специальный район Сюйчан (许昌专区), и уезд вошёл в его состав. В 1969 году Специальный район Сюйчан был переименован в Округ Сюйчан (许昌地区). В 1986 году постановлением Госсовета КНР были расформированы округ Сюйчан и город Сюйчан, и образован городской округ Сюйчан.
В 1988 году постановлением Госсовета КНР уезд Юйсянь был преобразован в городской уезд Юйчжоу.

## Административное деление
Городской уезд делится на 4 уличных комитета, 17 посёлков, 4 волости и 1 национальную волость.